# Radôstka (powiat Czadca)
Radôstka – wieś i gmina (obec) w powiecie Czadca, kraju żylińskim, w północnej Słowacji. Wieś lokowana w roku 1662.